# Koca Dervish Mehmed Pascià
Koca Dervish Mehmed Pascià (1585 – Istanbul, 13 gennaio 1655) è stato un politico e militare ottomano di origine ciracassa.
Fu un Kethüda del Gran Visir Tabanıyassi Mehmed Pascià (1632-1637) e prese parte alla campagna di Erevan (1635) contro i Persiani; poi fu beilerbei di Damasco (1636-1637), di Diyarbekir (1638-1639), di Baghdad (1639-1642) ricevendo poi il grado di visir, fu poi beilerbei di Aleppo (1642-?), di Anatolia, di Silistra, di Bosnia e ancora Silistra nel 1649 con funzioni speciali per la difesa dei Dardanelli contro i Veneziani. Ha ri-governato l'Anatolia nel 1651 ed è stato incaricato di difendere Bursa contro i ribelli Celali. Nel 1652 fu nominato Capitan Pascià e nel febbraio 1653 Gran Visir, carica che mantenne fino all'ottobre 1654, quando fu licenziato dopo essere rimasto paralizzato. Morì il 13 gennaio 1655.